# Classe Sa'ar 5
Le corvette classe Saar 5, costruite in tre esemplari, rappresentano la parte finale dell'evoluzione dei modelli Saar (il precedente è Saar 4.5), con una tale riprogettazione che esse non possono più essere considerate motocannoniere, ma semmai corvette. La loro costruzione è stata effettuata negli Stati Uniti nei cantieri Ingalls Shipbuilding, ma i sistemi di combattimento sono stati installati in Israele. A questa classe di navi fa seguito la nuova  classe Sa'ar 6, costruita in Germania.

## Unità
I nomi delle unità sono:
- INS Eilat
- INS Lahav
- INS Hanith

## Caratteristiche

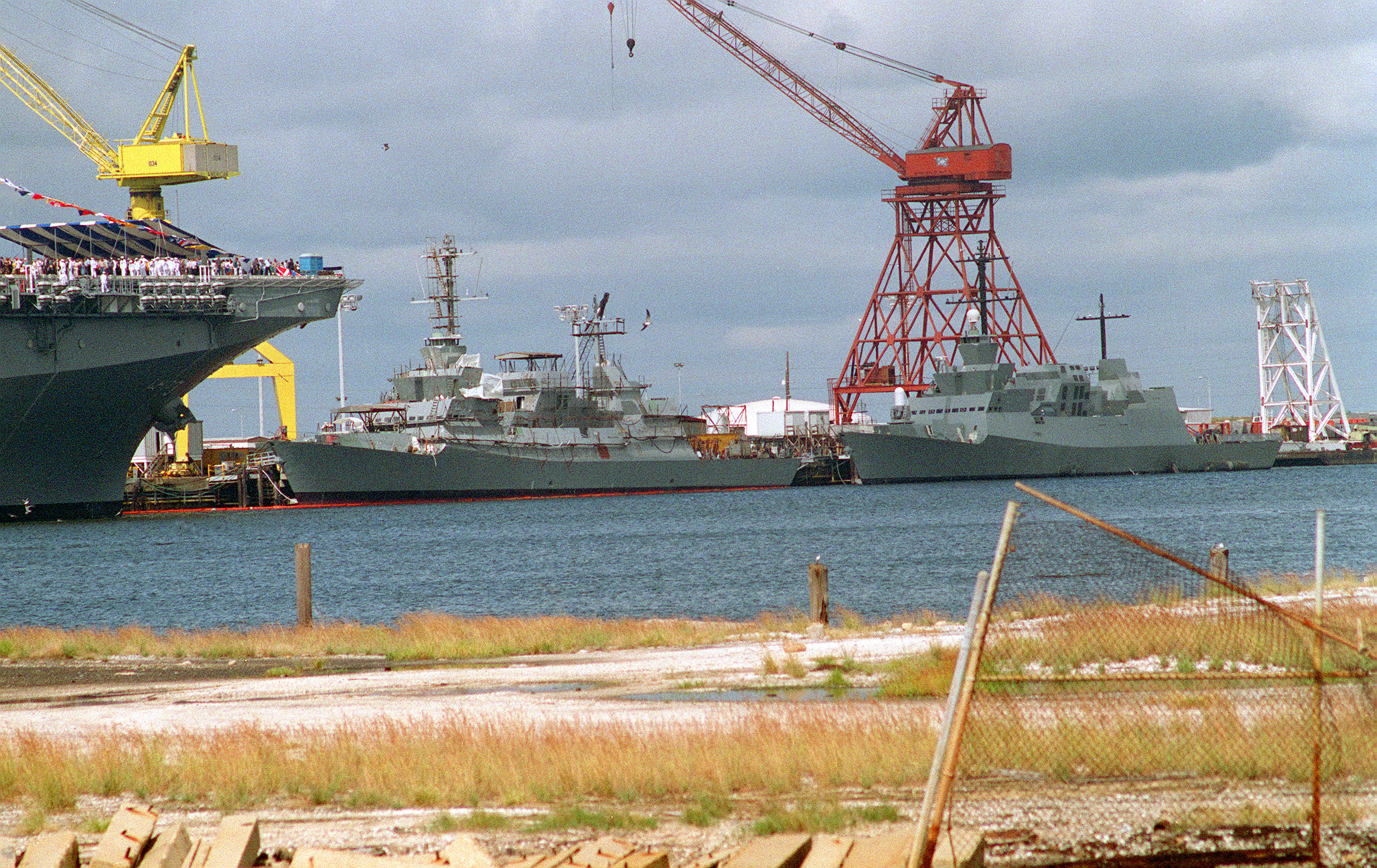
Eilat e Lahav in costruzione a Pascagoula

Il dislocamento oltrepassa le 1000 tonnellate, e dà modo di realizzare una nave con caratteristiche avanzate, accorgimenti stealth, cannone da 76 mm o CIWS Phalanx a prua, due lanciatori quadroupli per missili Harpoon nella versione con gittata di 130 km e 8 lanciatori singoli per missili Gabriel con testata da 100 kg in funzione antinave, 2 complessi da 32 missili Barak a lancio verticale per la difesa aerea a prua e poppa, altre attrezzature e armi, nonché un elicottero ricoverabile nell'hangar poppiero. La nave è dotata anche di due lanciasiluri installati a mezzanave. L'elicottero usato dalla Marina Israeliana è l'Aérospatiale SA 365 Dauphin, ma la nave può operare anche velivoli di tipo Kaman SH-2F o Sikorsky S-76N ma anche gli AS-565 Panther, ribattezzati Atalef (pipistrello), acquisiti dalla IDF posteriormente alle navi. Alcuni sistemi previsti non sono stati installati per problemi di peso eccessivo concentrato in alto, nonostante le sovrastrutture siano state costruite in alluminio ai fini del risparmio del peso, mentre lo scafo è in acciaio.
Questo tipo di nave è stata ritenuta essere troppo pesantemente armata per le sue dimensioni, e i fatti bellici legati alle operazioni militari in Libano del 2006, nei quali la INS Hanith è stata colpita da un missile che ha causato quattro morti, hanno dimostrato come la nave sia vulnerabile a missili antinave, come i cinesi C-802, nonostante i sistemi antimissile installati. Ciò che fu clamoroso nell’evento fu che il capo di Hezbollah, Hassan Nasrallah, stava facendo una trasmissione telefonica al suo popolo mentre l'attacco era in atto contro la nave israeliana, un attacco in trasmissione diretta seguita anche dai canali televisivi israeliani che trasmettevano in diretta con traduzione in ebraico. Altra obiezione all'epoca della impostazione delle unità navali fu che il costo elevato avrebbe permesso la costruzione di parecchie unità più leggere. D'altro canto la missione della Marina militare israeliana è stata espansa dalla difesa costiera, alla protezione delle linee di comunicazione e all'imposizione di un blocco navale, cosa non fattibile con unità leggere, fattore che ha quindi evidenziato la necessità di queste unità più pesanti.
L'impianto motore è di tipo CODOG, quindi combina un impianto diesel con due motori MTU 12V 1163 TB82 da 6.600 hp per andature economiche e una turbina GE LM 2500 a gas sviluppante 30.000 hp per alte velocità, che tramite due eliche permettono alla nave di raggiungere i 33 n di velocità massima. La nave è dotata di due timoni per il pilotaggio ad altra velocità e le due eliche sono a passo controllabile per il governo a bassa velocità.
La forte automazione dei sistemi di bordo ha permesso di ridurre l'equipaggio a 61 membri, più 10 per la gestione dell'elicottero, e la sagoma è a bassa osservabilità radar, con attenzione anche alle emissioni termiche ed acustiche.